# Phytophthora fragariae
Phytophthora fragariae Hickman – gatunek organizmów należący do grzybopodobnych lęgniowców. Organizm mikroskopijny, saprotrof i pasożyt atakujący truskawkę i wywołujący u niej chorobę zwaną czerwoną zgnilizną korzeni truskawki. Jest to jeden z najgroźniejszych patogenów truskawki. Jest organizmem kwarantannowym podlegającym obowiązkowemu zwalczaniu.

## Systematyka i nazewnictwo
Pozycja w klasyfikacji według Index Fungorum: Phytophthora, Peronosporaceae, Peronosporales, Peronosporidae, Peronosporea, Incertae sedis, Oomycota, Chromista.
Synonim: Phytophthora fragariae var. oryzobladis J.S. Wang & J.Y. Lu 1978.

## Rozwój
Oospory Phytophthora fragariae mogą w glebie przetrwać do 4 lat, ale istnieją doniesienia o przetrwalnikach, które pozostają żywotne przez 13–15 lat. W obecności wody kiełkują tworząc zarodnie, a w nich ruchliwe pływki (zoospory), zdolne do aktywnego poruszania się w kierunku przeciwnym do przyciągania ziemskiego. Gromadzą się one w wodzie przy powierzchni gleby lub w sączkach drenarskich, co sprzyja ich szybkiemu rozprzestrzenianiu się na polu, zwłaszcza w obniżeniach terenu. Pływki atakują korzenie zwykle późną jesienią lub wczesną wiosną. Rozwój choroby następuje głównie na łodydze i korzeniu. Strzępki wystają z korzenia i wytwarzają nowe, wtórne zarodnie. Zarodnie wtórne powstają zwykle w miesiącach zimowych, a proces ten trwa kilka dni. Zarodnie powstają szybciej w niskich temperaturach. Przemieszczają się za pomocą wody glebowej i rozprzestrzeniają chorobę.
Phytophthora fragariae dobrze rozwija się w temperaturze 10–15 °C. Infekcja następuje jednak już w temperaturze powyżej 2 °C, natomiast nie dochodzi do niej w temperaturze 25 °C i wyższej. Przy temperaturze poniżej 10 °C i w dłuższych okresach z taką temperaturą nasila się zagrożenie za strony tego patogenu, dlatego po mokrej i ciepłej zimie następuje bardziej intensywny rozwój wywołanej przez niego choroby. Infekcja przebiega szybciej przy wilgotnej i chłodnej pogodzie, typowej dla późnej jesieni lub wczesnej wiosny. P. fragariae może przetrwać i rozwijać się w glebach o odczynie pH od 4,0 do 7,6. Najlepsze warunki dla jej rozwoju stwarzają ciężkie, gliniaste gleby. W sprzyjających warunkach może przeżyć w glebie nawet 17 lat bez obecności rośliny żywicielskiej.
Infekcja może być przenoszona z pola na pole za pomocą zanieczyszczonych patogenem narzędzi lub sprzętu rolniczego, wody powodziowej lub jakiejkolwiek innej czynności, która spowoduje przemieszczenie zainfekowanej gleby. Również przesadzanie zakażonego materiału szkółkarskiego spowoduje rozprzestrzenienie się infekcji P. fragariae.

## Morfologia
Dojrzałe oogonia są zwykle złotobrązowe, mają średnicę 28–46 (średnio 39) μm i zawierają pojedyncze oospory o średnicy 22–44 μm średnicy, przeważnie kuliste, ale czasami beczkowate, w miejscu zwężenia przez komórkę żywiciela podczas ich rozwoju. Zarodnie wtórne bez brodawek mają kształt kostkowaty i wymiary 32–90 × 22–52 μm. Oospory najczęściej występują w młodych, miękkich, zgniłych korzeniach u podstawy sadzonki.